# Roberto Merino
Roberto Merino Ramírez (Chiclayo, 19 de mayo de 1982) es un futbolista hispanoperuano. Juega como mediocentro ofensivo y actualmente se encuentra como agente libre. Tiene 42 años.

## Trayectoria
Fue formado en equipos de España, resaltando su trabajo en los filiales de Málaga B Club de Fútbol, Barcelona B y Mallorca B.
Llegó a la segunda división de Grecia para jugar por el Akratitos FC. Debido a sus buenas actuaciones, fue fichado por el Atromitos. Club en el que logra buenas temporadas haciéndose conocido en el Perú por sus jugadas en internet.
El 8 de enero de 2011, Salernitana cedió a préstamo a Merino al Al-Naser de la Liga Premier de Kuwait hasta junio de 2011. Sin embargo, en febrero, a un mes de haber llegado a Kuwait y habiendo jugados dos partidos con su nuevo equipo, Al-Naser le rescindió el contrato.
En julio de 2011, Merino firmó por el Juan Aurich de su natal Chiclayo, con el cual salió campeón del Campeonato Descentralizado. Destacando en los partidos de la definición por el torneo nacional.
En el año 2012, se marchó a préstamo al Nocerina de Italia y en su debut en la Serie B anotó un gol. Lamentablemente el equipo perdió la categoría y descendió a la Lega Pro Prima Divisione. No obstante, y luego de algunas conversaciones, Roberto Merino decidió dar por terminado el vínculo con el Juan Aurich y continuar su carrera en el Nocerina.
 El 31 de diciembre de ese mismo año, fue fichado por el club colombiano Deportes Tolima. Fue contratado con la intención de hacer olvidar a Cristian Marrugo, según el presidente del vinotinto. Con Tolima jugó la Copa Libertadores 2013.

## Selección nacional
Ha sido internacional con la selección de fútbol del Perú en una ocasión. Debutó el 7 de junio de 2009 en la derrota de Perú ante Ecuador por 2-1.

## Clubes
| Club             | País      | Año             |
| ---------------- | --------- | --------------- |
| Barcelona B      | España    | 1995-2000       |
| Mallorca         | España    | 2000            |
| Mallorca B       | España    | 2000-2002       |
| Málaga B         | España    | 2003-2004       |
| Servette FC      | Suiza     | 2005            |
| Ciudad de Murcia | España    | 2004            |
| Akratitos FC     | Grecia    | 2005            |
| Atromitos FC     | Grecia    | 2006-2008       |
| Salernitana      | Italia    | 2009-2010       |
| Al-Nasr          | Kuwait    | 2011            |
| Unión Comercio   | Perú      | 2011            |
| Juan Aurich      | Perú      | 2011            |
| Nocerina         | Italia    | 2012            |
| Deportes Tolima  | Colombia  | 2013            |
| Juan Aurich      | Perú      | 2013-2014       |
| UTC              | Perú      | 2014            |
| Pattaya United   | Tailandia | 2015            |
| Unión Comercio   | Perú      | 2015-2016       |
| Sassari Torres   | Italia    | 2016            |
| Puteolana        | Italia    | 2019            |
| Spoleto          | Italia    | 2019            |
| AS Sora Calcio   | Italia    | 2020-actualidad |

## Palmarés

### Campeonatos nacionales
| Título           | Club        | País | Año  |
| ---------------- | ----------- | ---- | ---- |
| Primera División | Juan Aurich | Perú | 2011 |